# Martin Kusch

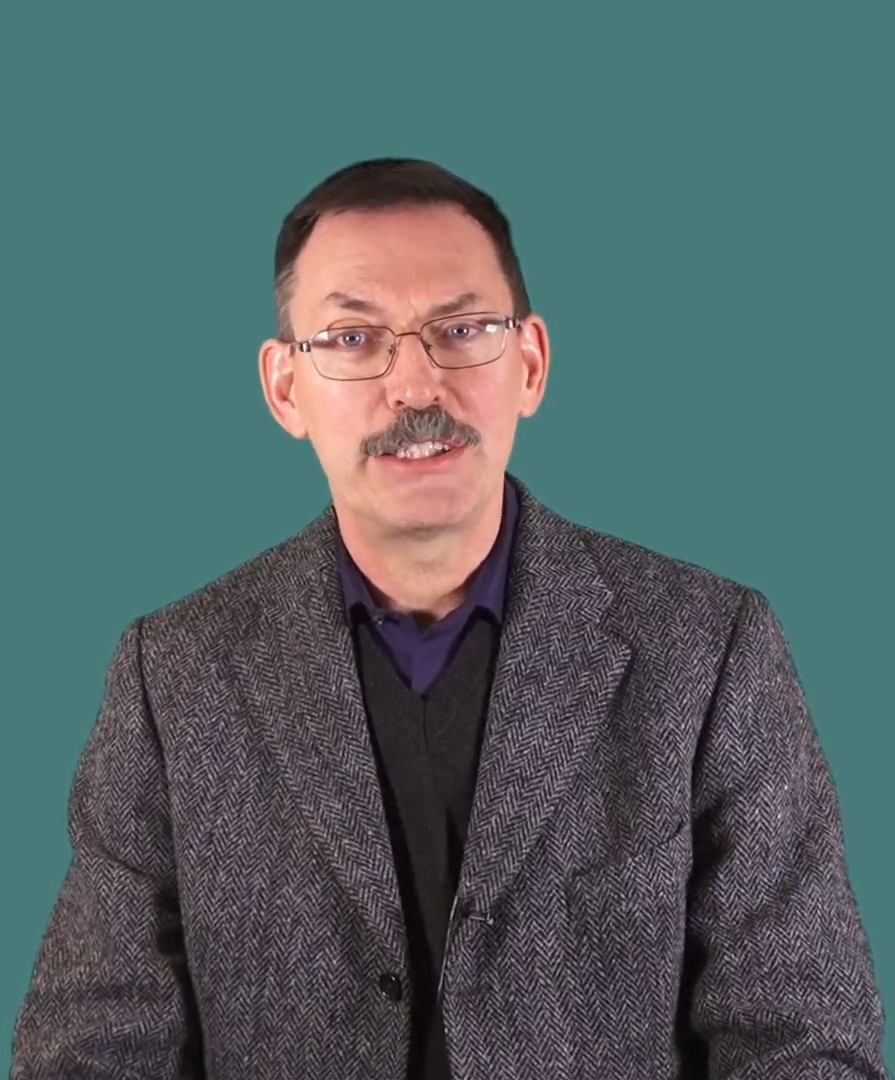
Martin Kusch, 2017

Martin Paul Heinrich Kusch (* 19. Oktober 1959 in Leverkusen) ist ein deutscher Philosoph und Soziologe. Bis 2009 lehrte er als Professor an der Universität Cambridge Wissenschaftsgeschichte und Wissenschaftsphilosophie; seit 2009 ist er an der Universität Wien Universitätsprofessor für Angewandte Wissenschaftstheorie und Theorie des Wissens.
2013 erhielt er einen der renommierten ERC Advanced Grants des Europäischen Forschungsrats (European Research Council, ERC). 2008 wurde er als auswärtiges Mitglied in die Finnische Akademie der Wissenschaften aufgenommen. 2012 wurde er zum Mitglied der Academia Europaea gewählt.

## Publikationen (Auswahl)
- Einzelheit und Allgemeinheit: Einführung in die Philosophie G.W.F. Hegels, Reports from the Philosophy Department of the University of Jyväskylä (1984)
- Ymmärtämisen haaste (finn., = Die Herausforderung zu verstehen. Eine Einführung in die Hermeneutik), Pohjoinen (1986)
- (mit Jaakko Hintikka) Kieli ja maailma (finn., = Sprache und Welt), Pohjoinen (1988)
- Language as Calculus vs. Language as Universal Medium. A Study in Husserl, Heidegger, and Gadamer, Kluwer (1989)
- Foucault’s Strata and Fields. A Study in Archaeological and Genealogical Science Studies, Kluwer (1991)
- Psychologism. A Case Study in the Sociology of Philosophical Knowledge, Routledge (1995)
- (mit Harry M. Collins) The Shape of Actions. What Humans and Machines Can Do, MIT Press (1998)
- Psychological Knowledge. A Social History and Philosophy, Routledge (1999)
- (Hg.) The Sociology of Philosophical Knowledge, Dordrecht: Kluwer (2000)
- Knowledge by Agreement. The Programme of Communitarian Epistemology, Oxford University Press (2002)
- A Sceptical Guide to Meaning and Rules. Defending Kripke's Wittgenstein, Acumen & McGill-Queen's (2006)